# Ryad Boudebouz
Ryad Boudebouz (Colmar, Alsacia, Francia, 19 de febrero de 1990) es un futbolista franco-argelino. Juega de centrocampista y su equipo es el JS Kabylie del Championnat National de Première Division.

## Trayectoria
Comenzó su carrera profesional en el F. C. Sochaux-Montbéliard, en el que permaneció cinco temporadas. En 2013 fichó por el S. C. Bastia y en 2015 por el Montpellier H. S. C.
En agosto de 2017, después de una temporada en el Montpellier H. S. C. en la que anotó 11 goles y dio 9 asistencias, fichó por el Real Betis Balompié, que pagó siete millones de euros más uno en variables por hacerse con el 80% de los derechos económicos del futbolista.
El 31 de enero de 2019 se hizo oficial su cesión, con opción a compra, al R. C. Celta de Vigo hasta final de temporada. Esta no se hizo efectiva y el 27 de julio regresó a Francia para jugar en el A. S. Saint-Étienne las siguientes tres campañas.
El 8 de septiembre de 2022, tras haber quedado libre en junio, firmó por el Al-Ahli Saudi F. C. En este equipo, con el que consiguió un ascenso a la Liga Profesional Saudí, estuvo año antes de marchar al Ohod Club. Allí también permaneció una única campaña y en septiembre de 2024 fichó por el JS Kabylie argelino.

## Selección nacional
Boudebouz fue internacional en categorías inferiores con la selección de Francia entre 2006 y 2009.
El 4 de mayo de 2010 fue seleccionado por la selección de fútbol de Argelia para jugar en la Copa del Mundo de 2010. Debutó con Argelia el 28 de mayo de 2010 en un amistoso contra Irlanda.

### Participaciones en Copas del Mundo
| Mundial                        | Sede      | Resultado    |
| ------------------------------ | --------- | ------------ |
| Copa Mundial de Fútbol de 2010 | Sudáfrica | Primera fase |

## Estadísticas
Actualizado al último partido disputado el 21 de junio de 2025.
| Club                               | Div.          | Temporada     | Liga  | Liga  | Copas nacionales | Copas nacionales | Copas internacionales | Copas internacionales | Total | Total |
| Club                               | Div.          | Temporada     | Part. | Goles | Part.            | Goles            | Part.                 | Goles                 | Part. | Goles |
| ---------------------------------- | ------------- | ------------- | ----- | ----- | ---------------- | ---------------- | --------------------- | --------------------- | ----- | ----- |
| F. C. Sochaux-Montbéliard Francia  | 1.ª           | 2008-09       | 25    | 3     | 2                | 0                | —                     | —                     | 27    | 3     |
| F. C. Sochaux-Montbéliard Francia  | 1.ª           | 2009-10       | 31    | 3     | 5                | 4                | —                     | —                     | 36    | 7     |
| F. C. Sochaux-Montbéliard Francia  | 1.ª           | 2010-11       | 38    | 8     | 2                | 0                | —                     | —                     | 40    | 8     |
| F. C. Sochaux-Montbéliard Francia  | 1.ª           | 2011-12       | 36    | 6     | 2                | 0                | 2                     | 0                     | 40    | 6     |
| F. C. Sochaux-Montbéliard Francia  | 1.ª           | 2012-13       | 32    | 3     | 3                | 2                | —                     | —                     | 35    | 5     |
| F. C. Sochaux-Montbéliard Francia  | 1.ª           | 2013-14       | 2     | 1     | —                | —                | —                     | —                     | 2     | 1     |
| F. C. Sochaux-Montbéliard Francia  | Total club    | Total club    | 164   | 24    | 14               | 6                | 2                     | 0                     | 180   | 30    |
| S. C. Bastia Francia               | 1.ª           | 2013-14       | 32    | 3     | 3                | 0                | —                     | —                     | 35    | 3     |
| S. C. Bastia Francia               | 1.ª           | 2014-15       | 34    | 5     | 4                | 0                | —                     | —                     | 38    | 5     |
| S. C. Bastia Francia               | Total club    | Total club    | 66    | 8     | 7                | 0                | 0                     | 0                     | 73    | 8     |
| Montpellier H. S. C. Francia       | 1.ª           | 2015-16       | 38    | 2     | 1                | 0                | —                     | —                     | 39    | 2     |
| Montpellier H. S. C. Francia       | 1.ª           | 2016-17       | 33    | 11    | 1                | 0                | —                     | —                     | 34    | 11    |
| Montpellier H. S. C. Francia       | Total club    | Total club    | 71    | 13    | 2                | 0                | 0                     | 0                     | 73    | 13    |
| Real Betis Balompié · España       | 1.ª           | 2017-18       | 27    | 2     | 2                | 1                | —                     | —                     | 29    | 3     |
| Real Betis Balompié · España       | 1.ª           | 2018-19       | 9     | 0     | 2                | 0                | 1                     | 0                     | 12    | 0     |
| Real Betis Balompié · España       | Total club    | Total club    | 36    | 2     | 4                | 1                | 1                     | 0                     | 41    | 3     |
| R. C. Celta de Vigo · España       | 1.ª           | 2018-19       | 11    | 1     | —                | —                | —                     | —                     | 11    | 1     |
| R. C. Celta de Vigo · España       | Total club    | Total club    | 11    | 1     | 0                | 0                | 0                     | 0                     | 11    | 1     |
| A. S. Saint-Étienne Francia        | 1.ª           | 2019-20       | 24    | 1     | 3                | 1                | 3                     | 0                     | 30    | 2     |
| A. S. Saint-Étienne Francia        | 1.ª           | 2020-21       | 14    | 0     | 1                | 0                | —                     | —                     | 15    | 0     |
| A. S. Saint-Étienne Francia        | 1.ª           | 2021-22       | 32    | 3     | 2                | 1                | —                     | —                     | 34    | 4     |
| A. S. Saint-Étienne Francia        | Total club    | Total club    | 70    | 4     | 6                | 2                | 3                     | 0                     | 79    | 6     |
| Al-Ahli Saudi F. C. Arabia Saudita | 2.ª           | 2022-23       | 27    | 9     | —                | —                | —                     | —                     | 27    | 9     |
| Al-Ahli Saudi F. C. Arabia Saudita | 1.ª           | 2023-24       | 2     | 0     | —                | —                | —                     | —                     | 2     | 0     |
| Al-Ahli Saudi F. C. Arabia Saudita | Total club    | Total club    | 29    | 9     | 0                | 0                | 0                     | 0                     | 29    | 9     |
| Ohod Club Arabia Saudita           | 2.ª           | 2023-24       | 26    | 3     | 1                | 0                | —                     | —                     | 27    | 3     |
| Ohod Club Arabia Saudita           | Total club    | Total club    | 26    | 3     | 1                | 0                | 0                     | 0                     | 27    | 3     |
| JS Kabylie Argelia                 | 1.ª           | 2024-25       | 20    | 6     | 1                | 0                | —                     | —                     | 21    | 6     |
| JS Kabylie Argelia                 | Total club    | Total club    | 20    | 6     | 1                | 0                | 0                     | 0                     | 21    | 6     |
| Total carrera                      | Total carrera | Total carrera | 493   | 70    | 35               | 9                | 6                     | 0                     | 534   | 79    |
| 1. 2.                              |               |               |       |       |                  |                  |                       |                       |       |       |

## Palmarés

### Títulos nacionales
| Título                             | Club                | País           | Año  |
| ---------------------------------- | ------------------- | -------------- | ---- |
| Segunda División de Arabia Saudita | Al-Ahli Saudi F. C. | Arabia Saudita | 2023 |